# David William Snow

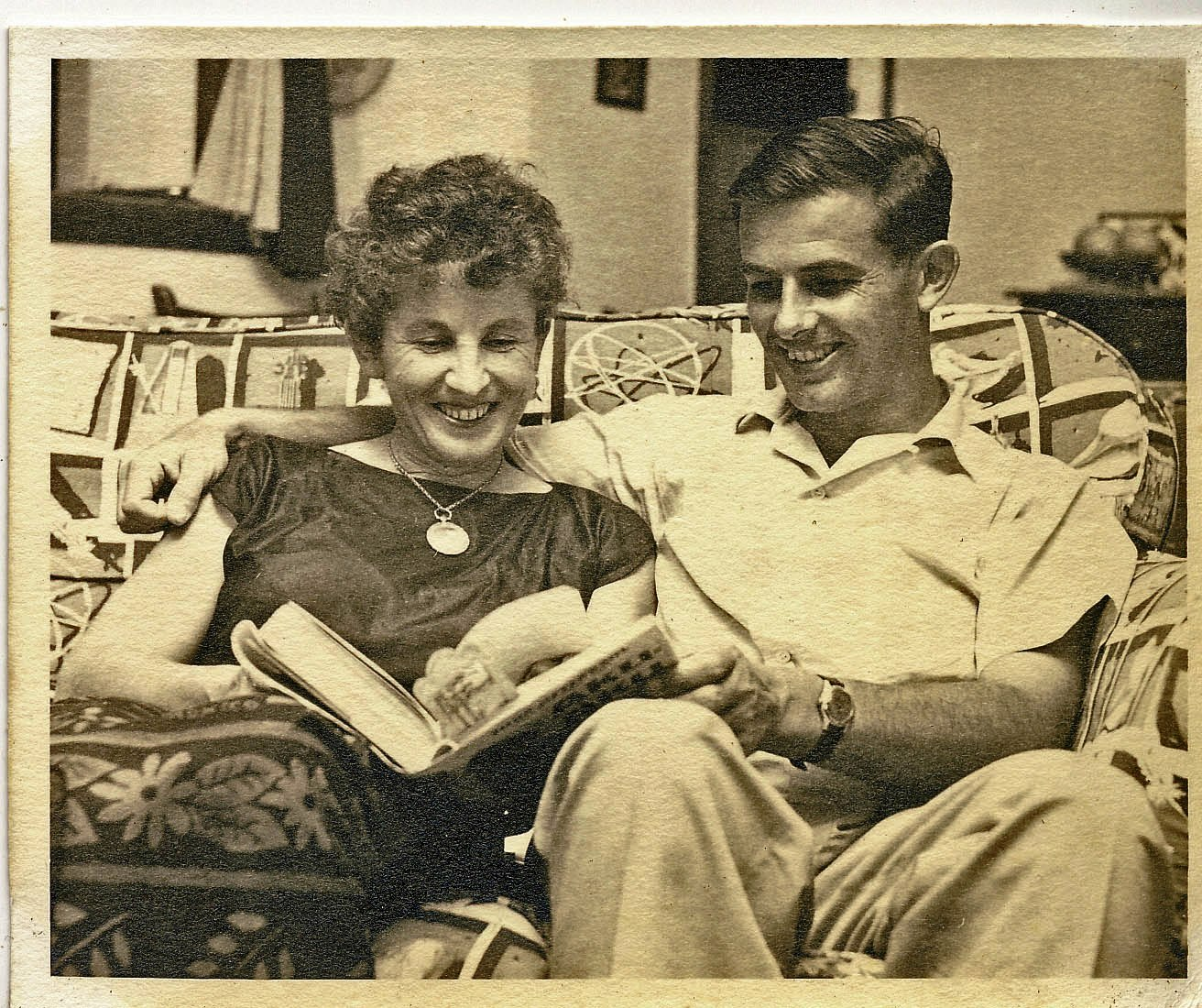
David und seine Frau Barbara Kathleen Snow

David William Snow (* 20. September 1924 in Windermere (Cumbria); † 4. Februar 2009) war ein britischer Ornithologe.

## Leben
Snow war eines von vier Kindern. Seine Eltern emigrierten kurz nach seiner Geburt nach Australien. Sie kehrten jedoch nach wenigen Jahren nach Großbritannien zurück. Nach der Schulausbildung als Stipendiat am Eliteinternat Eton trat er der Royal Navy bei und diente auf Eskorte-Schiffen im Atlantik. Unmittelbar nach dem Ende Zweiten Weltkrieges in Europa, jedoch immer noch bei der Marine, reiste er durch das Mittelmeer nach Indien und anschließend weiter nach Südostasien und Australien. Wenn immer sich die Möglichkeit bot, ging er an Land auf Vogelbeobachtung. Nach dem Marinedienst studierte Snow von 1946 bis 1949 in Oxford. Seite Begeisterung für Vögel veranlasste ihn, die klassischen Fächer aufzugeben und stattdessen ins Zoologiefach zu wechseln. Während seines Studiums nahm Snow an mehreren Expeditionen teil, darunter 1949 eine nach São Tomé und Príncipe. 1953 graduierte er am Oxforder Edward Grey Institute of Field Ornithology unter seinem Doktorvater David Lack mit einer Dissertation über die Systematik und Ökologie der Meisen-Gattung Parus zum Ph.D. Für diese Arbeit reiste er einen Monat lang zur Wintersonnenwende ins nördliche Lappland und studierte bei Temperaturen von −37 °C das Verhalten der Lapplandmeisen und Weidenmeisen.
Bei einer anschließenden Reise besuchte Snow die Wälder im nordafrikanischen Atlas, wo er Unterarten aller dort heimischen Meisen-Arten sammelte. Auf dieser Expedition legte er 2.300 Meilen auf einem älteren Motorrad zurück. Ein Studium der Grauschnäpper in der Gegend von Oxford gab er auf, stattdessen weckten die Amseln sein starkes Interesse, über die er 1958 sein erstes Buch A Study of Blackbirds verfasste. Nach seiner Zeit in Oxford arbeitete Snow von Januar 1957 bis 1961 in der Feldstation der New York Zoological Society (die heutige Wildlife Conservation Society) im Arima Valley auf Trinidad. Hier heiratete David Snow seine Verlobte Barbara Kathleen Whitaker, die ebenfalls Ornithologin war. Sie arbeitete als Aufsicht in der Vogelwarte Lundy Island und studierte das Verhalten der Scharben für ihre Doktorarbeit. Ein Großteil der Expeditions- und Forschungsarbeit führten die Snows gemeinsam durch. Auf Trinidad studierte David Snow intensiv die Beziehungen zwischen den fruchtfressenden Vögeln und den früchtetragenden Bäumen. Seine Arbeit über den Bartkotinga (Procnias averano) war eine der ersten detaillierten Bestandsstudien über eine tropische Vogelart und gilt noch heute als eine der umfangreichsten. Weitere Forschungsschwerpunkte waren die Fettschwalme (Steatornis caripensis) und die Schmuckvögel (Cotingidae).
1963 wurde David Snow der erste Direktor der neu gegründeten Charles Darwin Research Station auf den Galapagos-Inseln. Gemeinsam mit seiner Frau realisierte er ein Schutzprogramm für die Riesenschildkröten und erforschte die Lavamöwen (Larus fuliginosus), das Brutverhalten der nachtaktiven Gabelschwanzmöwen (Creagrus furcatus) und die flugunfähige Galapagosscharbe (Phalacrocorax harrisi). Von 1964 bis 1968 war Snow wissenschaftlicher Direktor des British Trust for Ornithology. 1968 wurde er Leiter des British Museum (Natural History), dem heutigen Natural History Museum London. In dieser Funktion organisierte er 1971 den Umzug der gesamten Vogelsammlung (ca. 740.000 Bälge, 5.000 montierte Präparate, 13.000 Skelette, 17.000 Alkoholpräparate und ca. 1.000.000 Vogeleier und Nester) von London ins Natural History Museum at Tring. Während seiner Zeit beim British Trust for Ornithology wirkte Snow an mehreren Projekten mit, darunter 1967 an einem über die Wanderungen und die Mortalität des Turmfalken und im selben Jahr an einem über die Mauser. Er untersuchte auch die Ausbreitung der Maul- und Klauenseuche während eines Ausbruchs. Dabei konnte er aufzeigen, dass Vogelwanderungen nicht mit der Übertragung dieser Seuche in Zusammenhang stehen, wie allgemein angenommen wurde.

## Ehrungen
1972 erhielten David und Barbara K. Snow die William-Brewster-Medaille als Auszeichnung für ihre Studien über die Biologie von neotropischen Vögeln. Die American Ornithologists’ Union begründete dies mit folgenden Argumenten:

„Die Preisträger der William-Brewster-Ehrung für das Jahr 1972 haben diese Auszeichnung aus zahlreichen Gründen verdient. Sie sind Teil einer Handvoll von Ornithologen, die eine monographische Studie der Biologie verschiedener neotropischer Landvögel erstellt haben. So ragen ihre Beiträge über die evolutionären Konsequenzen aus der Ernährung durch Früchte durch tropische Vögel (z. B. "Birds and Berries") hervor. Dazu verglichen sie das Balzverhalten verschiedener Schnurrvögel ("Pipridae") und stellten evolutionäre Theorien zum Lek und zum Balzverhalten auf. Außerdem haben sie die Brut- und Mauserzyklen vieler Vögel der amerikanischen Tropen in Beziehung zu ihrer Umwelt studiert. David und Barbara Snow sammelten die Daten für dieses Schaffenswerk während ihres Aufenthalts auf Trinidad und dem Galapagos-Archipel. Beide haben eng zusammen gearbeitet and als Co-Autoren für verschiedene Themen agiert. Ungeachtet der Vielzahl ihrer Interessen haben sie immer versucht, ihre detaillierten Studien zur Ernährungsweise, Brutbiologie und Verhalten in einem vereinten Gefüge interaktiver Anpassungen zusammenzufügen. Indem sie dies getan haben, haben sie uns nicht nur eine klassische Studie über Fettschwälme ("Steatornis caripensis"), Schmuckvögel ("Cotingidae") oder Schnurrvögel präsentiert, sondern den theoretischen Rahmen für zukünftige erfolgreiche Forschungen in den Neotropen gesetzt.“

## Dedikationsnamen
Eine Gattung und mehrere Tiertaxa sind nach David Snow benannt. Das erste war Pseudomeinertellus snowi (Wygodzinsky 1954), ein Insekt aus der Familie Meinertellidae vom Pico de São Tomé. 1985 benannten Dante Martins Teixeira und Luiz Pedreira Gonzaga den Alagoasameisenschlüpfer (Myrmotherula snowi) und Kenneth Carroll Parkes 1971 die Weißstirnmeisenunterart Cyanistes semilarvatus snowi zu Ehren von Snow. 2001 schuf Richard Owen Prum die neue Schmuckvögel-Gattung Snowornis für zwei ursprünglich in der Gattung Lipaugus stehenden Piha-Arten.

## Werke (Auswahl)
- David W. Snow: A Study of Blackbirds, 1958
- David W. Snow: A Guide to Moult in British Birds, 1967
- David W. Snow: Distribution, ecology and evolution of the bellbirds (Procnias, Cotingidae), 1973
- David W. Snow: The classification of the Cotingidae (Aves), 1973
- David W. Snow: The web of adaptation: bird studies in the American tropics, 1976
- David W. Snow: Raymond Ching, the Bird Paintings: Water Colours and Pencil Drawings, 1969–1975, 1978 (illustriert von Ray Ching)
- David W. Snow: An atlas of speciation in African non-passerine birds, 1978
- David W. Snow & Barbara K. Snow: Relationships Between Hummingbirds and Flowers in the Andes of Columbia, 1980
- David W. Snow: The Cotingas: Bellbirds, Umbrella Birds and Their Allies, 1982
- David W. Snow: The Blackbird, 1987
- David W. Snow: Birds, Discovery and Conservation: 100 Years of the Bulletin of the British Ornithologists' Club, 1992
- David W. Snow: The Birds of the Western Palearctic: Passerines, 1998
- David W. Snow: The Birds of the Western Palearctic: Non-Passerines, 1998